# مقبرة 38
مقبرة 38 وتعرف عالميا باسم KV38، وتقع في الوادي الشرقي بوادي الملوك بمصر، وهي المقبرة التي أمر تحوتمس الثالث بتشييدها تكريما لذكرى جده تحوتمس الأول ثالث ملوك الأسرة الثامنة عشر، وبعد الانتهاء منها قام بنقل النعش الملكي لجده من المقبرة 20 (والتي ضمت رفاته جنبا إلى جنب مع رفات إبنته الملكة حتشبسوت) ووضعه في تابوت جديد صممه خصيصا من أجله غير ذلك التابوت الذي ضم النعش في المقبرة السابقة.

## وصلات خارجية
- مشروع تخطيط طيبة: مقبرة 38 - يضم وصفا وصورا وخرائط للمقبرة.